# Mas Alenyà
El Mas Alenyà és una masia situada al municipi de Cruïlles, Monells i Sant Sadurní de l'Heura a la comarca catalana del Baix Empordà.